# Zakup Gadsdena

Tereny objęte przez tzw. „Zakup Gadsdena” (żółty kolor)

Zakup Gadsdena (ang. Gadsden Purchase) – umowa międzynarodowa pomiędzy Stanami Zjednoczonymi a Meksykiem z 1853 r. W jej wyniku obecna południowa część stanów Arizona i Nowy Meksyk (licząca 76 770 km², były to tereny na południe od rzeki Gila River i na zachód od Rio Grande) została sprzedana przez rząd meksykański. Traktat został podpisany przez Meksyk w 1853 r. przy pośrednictwie Jamesa Gadsdena, a prezydent USA Franklin Pierce podpisał go ostatecznie 24 czerwca 1854.
Stany Zjednoczone zapłaciły wówczas Meksykowi sumę 10 milionów dolarów (obecnie jest to ok. 230 mln). Powodem zakupu były plany budowy kolei transkontynentalnej, która miała przebiegać przez ten teren. Traktat miał też na celu normalizację stosunków pomiędzy Meksykiem i USA, które parę lat wcześniej stoczyły ze sobą wojnę.